# Asia-America Gateway
Asia-America Gateway (AAG) là một hệ thống cáp quang thông tin liên lạc ngầm dưới biển dài 20.000 kilômét (12.000 mi) kết nối Đông Nam Á với lục địa Hoa Kỳ, trải dài qua Thái Bình Dương thông qua Guam và Hawaii.

Tuyến cáp có lưu lượng truyền tải lên tới 2.88 Tbit/s (Mỹ-Hawaii & Hồng Kông-Đông Nam Á) và 1.92 Tbit/s (Hawaii-Hồng Kông). Tuyến cáp đã được đưa vào hoạt động từ ngày 10 Tháng 11 năm 2009.
Tổng vốn phát triển hệ thống cáp AAG là khoảng 500 triệu USD, được đầu tư bởi 19 đối tác bao gồm: AT&T (Hoa Kỳ), BayanTel (Philippines), Bharti (Ấn Độ), BT Global Network Services (UK), CAT Telecom (Thái Lan), ETPI (Philippines), FPT Telecom (Việt Nam), Authority for Info-Communications Technology Industry (Brunei Darussalam), Indosat (Indonesia), PLDT (Philippines), Saigon Postal Corporation (Việt Nam), StarHub (Singapore), Ezecom/Telcotech (Campuchia), Telkom Indonesia (Indonesia), Telstra (Úc), Telekom Malaysia (Malaysia), Telecom New Zealand (New Zealand), Viettel (Việt Nam), và Tập đoàn Bưu chính Viễn thông Việt Nam - VNPT (Việt Nam). Tuyến cáp có điểm nối tới đất liền tại Hoa Kỳ, Hawaii, Guam, Philippines, Hồng Kông, Malaysia, Singapore, Thái Lan, Brunei và Việt Nam.

## Các sự cố
Cáp AAG nổi tiếng là thường xuyên bị đứt và ngừng hoạt động kể từ khi được sẵn sàng phục vụ vào cuối năm 2009. Hầu hết các lần xảy ra sự cố đều nằm ở các khu vực nội Á giữa Hồng Kông và  Singapore, với hầu hết các sự cố xảy ra ở khu vực Việt Nam, trong khi phân khúc giữa Hồng Kông và Philippines dường như có ít vấn đề hơn. Các phân khúc giữa Philippines và Hoa Kỳ khá ổn định. Không chỉ Việt Nam, mà cả các quốc gia như Campuchia, Thái Lan và Malaysia, hiện có ít lựa chọn thay thế để định tuyến lại lưu lượng truy cập Internet, dễ bị gián đoạn dịch vụ nghiêm trọng khi cáp AAG bị đứt, trong khi đó tại Hồng Kông, Singapore và Philippines được phục vụ bởi nhiều tuyến cáp nội Á khác nhau, ít bị ảnh hưởng.

### 2011
Vào ngày 10 tháng 3, đoạn cáp ngoài khơi Vũng Tàu, điểm nối vào đất liền của cáp AAG ở Việt Nam, đã bị hư hỏng gây ra sự gián đoạn nghiêm trọng đối với các dịch vụ Internet quốc tế trên khắp Việt Nam và các nước khác ở Đông Nam Á. Vào ngày 27 tháng 3, đoạn cáp đã được sửa chữa, khôi phục lại toàn bộ dung lượng Internet.
Thêm hai lần đứt cáp xảy ra ở đoạn cáp ngoài khơi Vũng Tàu vào ngày 6 tháng 8 và ngày 31 tháng 8, làm gián đoạn dịch vụ Internet ở một số khu vực của Đông Nam Á.
Vào ngày 2 tháng 10, một sự cố đã xảy ra trong đoạn cáp giữa Hồng Kông và Philippines. Bởi vì phân khúc tạo thành một phần của thân cáp chứ không phải là một nhánh nhỏ, các dịch vụ internet đã bị gián đoạn trên khắp Đông Nam Á.

### 2013
Vào ngày 20 tháng 12 năm 2013, đoạn ngoài khơi Vũng Tàu một lần nữa bị hư hại, ảnh hưởng đến khoảng 60% lưu lượng truy cập Internet quốc tế.

### 2014
Vào ngày 15 tháng 7 năm 2014, đoạn cáp ngoài khơi Vũng Tàu một lần nữa bị hư hại và băng thông Internet đi quốc tế đã bị gián đoạn. Phó Giám đốc Công ty Điện toán và Truyền số liệu (VDC) của VNPT Nguyễn Hồng Hải cho biết, thời gian cần thiết để sửa chữa cáp vẫn chưa được xác định. Vào ngày 27 tháng 7, đường cáp cuối cùng đã được sửa chữa, sớm hơn 3 ngày so với ngày dự kiến.
Vào ngày 15 tháng 9 năm 2014, một đoạn cáp giữa Vũng Tàu và Hồng Kông đã bị hỏng, dự kiến sẽ gây chậm mạng ở Malaysia, Singapore, Thái Lan, Brunei, Việt Nam, Hồng Kông, đảo Guam và Philippines. Trong các báo cáo ban đầu, sự cố đứt cáp được xác định là nằm trong cùng khu vực với sự cố ngày 15 tháng 7, ngoài khơi bờ biển Việt Nam gần Vũng Tàu. Đại diện của FPT Telecom từ Việt Nam cho biết, sự cố này rất có thể là do các neo từ các tàu địa phương kéo dọc theo bờ, và đổ lỗi cho thiết kế kỹ thuật kém của cáp là một yếu tố trong các lần đứt gãy lặp đi lặp lại. Các báo cáo sau đó đã mâu thuẫn với các báo cáo trước đó về sự cố ngoài khơi Vũng Tàu, thay vào đó, đoạn S1I, ngoài khơi Hồng Kong, đã bị vỡ.
Sự cố ban đầu dự kiến sẽ được sửa chữa trong vòng 20 ngày kể từ ngày xảy ra. Việc sửa chữa sau đó đã trải qua một thất bại khi tìm thấy một vết vỡ mới, cách bờ biển Hồng Kông 68 km, chỉ cách nơi ban đầu 4 km. Ngày 3 tháng 10 năm 2014 đã được xác định để khôi phục hoàn toàn dịch vụ, với các hoạt động sửa chữa tiếp tục cho đến ngày 5 tháng 10.

### 2015
Vào ngày 5 tháng 1 năm 2015, tuyến cáp đã xảy ra sự cố một lần nữa tại đoạn S1H, kết nối Vũng Tàu và Hồng Kông. Trạm Vũng Tàu đã phát động một nỗ lực tìm kiếm để xác định điểm gãy.  Tốc độ Internet trở lại bình thường sau khi lỗi được xác định và sửa chữa vào ngày 22 tháng 1 năm 2015.
Một sự cố  khác tiếp tục  xảy ra vào ngày 26 tháng 5, cùng với việc ngừng bảo trì theo lịch trình vào tháng Sáu.
Năm 2015 được xem là một trong những năm rắc rối nhất đối với tuyến cáp ngầm AAG. Tuy nhiên, năm 2017 đã diễn ra như một năm có nhiều sự cố nhất đối với tuyến cáp AAG.

### 2016
Tuyến cáp kết nối Châu Á-Châu Mỹ đã được bảo trì một lần nữa từ ngày 22 tháng 6 năm 2016 đến ngày 28 tháng 6 năm 2016, làm chậm kết nối internet giữa Đông Nam Á và Bắc Mỹ.
Vào ngày 2 tháng 8 năm 2016, cáp AAG lại bị đứt gãy, cách trạm nối đất liền Nam Lantau ở Hồng Kông khoảng 90 km. Vụ việc ảnh hưởng nghiêm trọng đến chất lượng dịch vụ Internet ở Đông Nam Á. Việc sửa chữa đã hoàn thành vào ngày 24 tháng 8 năm 2016.

### 2017
Vào ngày 8 tháng 1 năm 2017, tốc độ Internet của Việt Nam đã chậm lại sau các sự cố với AAG. Sự gián đoạn được gây ra bởi một vấn đề ngoài khơi phía nam Vũng Tàu. Sự cố đã được giải quyết vào ngày 26 tháng 1 năm 2017.
Khoảng 3 tuần sau, sự cố lần thứ hai trong năm xảy ra vào ngày 18 tháng 2 tại một khu vực giữa Việt Nam và Hồng Kông. Nguyên nhân chưa được biết và việc sửa chữa đã hoàn thành chỉ 7 tuần sau đó, vào ngày 6 tháng Tư.
Một sự cố khác xảy ra vào ngày 27 tháng 8 năm 2017 sau khi Bão Hato & Bão nhiệt đới Pakhar (2017) gây ra các vết cắt kép trên S1 và S2 ngay ngoài Nam Lantau (SLT) khiến lưu lượng đi qua Hồng Kông và Đông Nam Á đến đảo Guam bị chậm. Hai tuyến cáp Internet ngầm dưới biển khác kết nối Đông Nam Á với phần còn lại của thế giới (SEA-ME-WE_3 và TGN-Intra Châu Á) cũng bị ảnh hưởng. Sự cố nghiêm trọng này đã làm chậm Internet trong vòng một tháng. Việc sửa chữa đã hoàn thành vào ngày 26 tháng 9 năm 2017.
Chỉ 3 tuần sau khi sửa chữa, vào ngày 12 tháng 10 năm 2017, AAG đã có sự cố ở các khu vực gần Hồng Kông. Các kết nối đã được khôi phục vào ngày 24 tháng 10 năm 2017.
Đông Nam Á (chủ yếu là Bán đảo Đông Dương) đã có kết nối Internet tốt với Bắc Mỹ chỉ được khôi phục trong 2 tuần, do đoạn cáp AAG gần Việt Nam bị vỡ lần thứ năm vào năm 2017 (ngày 7 tháng 11). Lần này - như báo Việt Nam đưa tin - "tại một nhánh cáp từ Thành phố Hồ Chí Minh", mà thực tế là ở đoạn ra khỏi Vũng Tàu một lần nữa. Việc sửa chữa dự kiến diễn ra trong khoảng thời gian từ 28 tháng 11 đến 2 tháng 12 năm 2017. Tuy nhiên, do thời tiết xấu, việc sửa chữa đã bị trì hoãn hai lần, lần đầu tiên là từ ngày 14 đến ngày 18 tháng 12 và sau đó là 'lúc nào đó' sau ngày 26 tháng 12, vì tàu sửa chữa sẽ phải khắc phục sự cố cho một tuyến cáp internet bị hỏng khác, SEA-ME-WE_3.
Sự cố  từ tháng 11 đến tháng 12 của cáp AAG sẽ là một kỷ lục mọi thời đại, vượt qua sự cố dài gần 7 tuần vào đầu năm 2017.
2017 là năm rắc rối nhất đối với tuyến cáp Internet Châu Á-Châu Mỹ cho đến nay. Đường truyền đối với các quốc gia ở Đông Nam Á đã bị gián đoạn trong năm 2017 trong ít nhất 157 ngày, tương đương 43% trong năm. Nếu chỉ tính đến 6 tháng cuối năm 2017, AAG thậm chí còn tệ hơn với việc ngừng hoạt động trong ít nhất 92 ngày, hoặc hơn 50% thời gian.

### 2018
Do việc mở rộng sân bay Changi Singapore, cáp AAG đã phải di chuyển. Sự gián đoạn này đã được công bố. Việc ngừng hoạt động bắt đầu vào ngày 6 tháng 1 năm 2018 nhưng công suất của cáp đã hoạt động trở lại trong vòng một ngày. Tuy nhiên, các lỗi mới đã được phát hiện và việc sửa chữa lại được thực hiện. Việc khôi phục hoàn toàn cáp dưới biển mất nhiều thời gian hơn. Nó đã được hoàn thành vào ngày 23 tháng 1 năm 2018. Những lần gián đoạn AAG này được coi là sự cố có chủ ý.
Ngày 22 tháng 5 năm 2018, cáp AAG  đã gặp sự cố kĩ thuật, ảnh hưởng đến đường truyền của khu vực. Công tác khắc phục được tiến hành 3 ngày sau đó. Cáp AAG sau đó đã được sửa chữa ngày 3 tháng 6, nhưng tiếp tục vẫn kéo dài đến ngày 5 tháng 6.

Không đến 2 tuần sau khi được sửa chữa, lại thêm một sự cố xảy ra: Cáp AAG lại đứt ngày 16 tháng 6, khiến tờ báo trực tuyến VnExpress đưa ra tiêu đề: "Disaster-prone cable drags internet in Vietnam again". Không rõ liệu sự gián đoạn là do đứt cáp hoặc rò rỉ điện. Việc sửa chữa đã hoàn thành vào ngày 13 tháng 7 năm 2018, có nghĩa là cáp AAG đã không thể sử dụng trong 4 tuần.

Sự cố lần thứ tư của cáp internet AAG vào năm 2018 xảy ra vào ngày 23 tháng 8, do sự cố rò rỉ điện tại một điểm cách bờ khoảng 250 km từ điểm cáp được đặt ở Vũng Tàu.